# Pfarrkirche St. Georgen an der Gusen

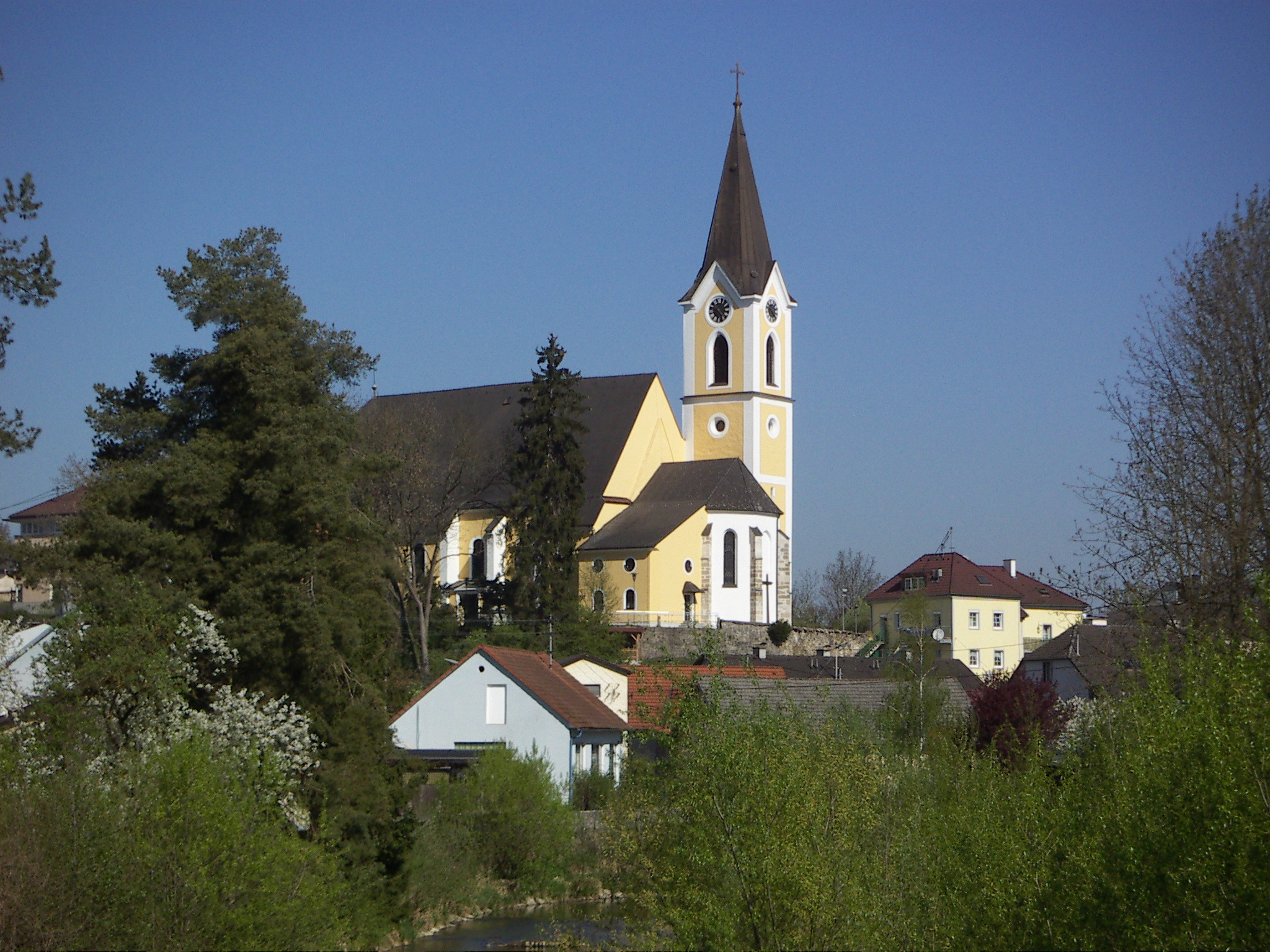
Katholische Pfarrkirche hl. Georg in St. Georgen an der Gusen

Die Pfarrkirche St. Georgen an der Gusen steht nordwestlich am Rand des Marktes in erhöhter Lage über einem nach drei Seiten steil abfallenden Gelände in der Marktgemeinde St. Georgen an der Gusen im Bezirk Perg in Oberösterreich. Die dem Heiligen Georg geweihte römisch-katholische Pfarrkirche gehört zum Dekanat Perg in der Diözese Linz. Die Kirche steht unter Denkmalschutz (Listeneintrag).

## Geschichte
Urkundlich wurde 1288 die Kirche als Lehen an Ulrich von Capellen übergeben. Die Kirche war eine Filiale von Steyregg. Eigenständige Pfarre mit 1784 einschließlich der Gemeinde Langenstein.
Das spätmittelalterliche dreischiffige Langhaus nennt über dem Südportal 1538 und war nicht gewölbt. Der Chor entstand im Anfang des 16. Jahrhunderts. Das Langhaus wurde bei der Barockisierung 1665 überwölbt. 1911/1912 wurde das Langhaus nach den Plänen von Matthäus Schlager nach Westen um zwei Joche erweitert. Der Turm aus dem 15. Jahrhundert erhielt 1865 ein Glockengeschoß und einen Helm. 1987 wurde eine Sakristei angebaut und die barocken Seitenaltäre entfernt.

## Architektur
Die Kirche ist durch die verschiedenen Bauphasen, spätgotisch, barock, und im Kirchenäußeren durch die Erweiterung mit Matthäus Schlager geprägt.
Das dreischiffige sechsjochige Hallenlanghaus ist gotisch mit barocken Gewölben auf schlanken hohen Pfeilern. Das Mittelschiff hat eine barocke Stichkappentonne, die Seitenschiffe haben barocke Kreuzgratgewölbe. Das östlichste sechste Langhausjoch am Triumphbogen hat beidseits in der äußeren Flucht der Strebepfeiler Einsatzkapellen. Im dritten Langhausjoch ist südlich eine analoge Einsatzkapelle. Der Westanbau im ersten und zweiten Joch ist insgesamt etwas breiter mit eingezogenen Strebepfeilern.
Der spätgotische einjochige Chor mit einem Fünfachtelschluss hat gebuste Sternrippengewölbe mit Springrauten. Im nördlichen Chorwinkel steht der Turm, im Turmerdgeschoß war tonnengewölbt die ehemalige Sakristei. Im südlichen Chorwinkel steht eine zweigeschoßiger Sakristeianbau.

## Ausstattung
Der Hochaltar als klassizistisches Doppelsäulenretabel zeigt ein Altarblatt hl. Georg vom Maler Anton Hitzenthaler der Jüngere 1817 und trägt als Bekrönung die Statue Christus Salvator von Engeln flankiert.
Die Orgel mit 12 Registern baute 1898 Leopold Breinbauer in einem dreifeldigen Gehäuse.

## Pfarrer
- Seit 1. September 2022: Moses Valentine Chukwujekwu[1][2]